# Dansk Automobil Sports Union
Dansk Automobil Sports Union (forkortet DASU) er hovedorganisationen for organiseret bilsport i Danmark og organiserer aktiviteter såsom banesport, karting, rally, bilorientering, MRC og dragracing. Unionen, som har godt 8.000 medlemmer for delt på godt 100 klubber over hele landet, er medlem af Danmarks Idræts-Forbund (DIF), den internationale motorsportsorganisation, Federation International de l’Automobil (FIA), det internationale kartingforbund (CIK), det europæiske forbund for radiostyrede biler (EFRA) og Nordisk Bilsports Forbund (NBF).
Et medlemskab af en klub under DASU medfører retten til at få udstedt en licens indenfor DASU's forskellige områder.
Unionens medlemmer vælger en bestyrelse bestående af syv mand, der varetager det overordnede ansvar af DASU.

## Ekstern kilde/henvisning
- DASU's officielle hjemmeside

| Sport | Spire Denne artikel om sport er en spire som bør udbygges. Du er velkommen til at hjælpe Wikipedia ved at udvide den. |